# Dendrochilum micholitzianum
Dendrochilum micholitzianum är en orkidéart som beskrevs av Friedrich Fritz Wilhelm Ludwig Kraenzlin. Dendrochilum micholitzianum ingår i släktet Dendrochilum och familjen orkidéer.
Artens utbredningsområde är Sumatera.

## Underarter
Arten delas in i följande underarter:
- D. m. longispicatum
- D. m. micholitzianum